# Saint-Étienne-du-Mont
Saint-Étienne-du-Mont är en kyrkobyggnad i Paris, invigd åt den helige Stefanos. Mont syftar på Montagne Sainte-Geneviève, på vilket kyrkan är belägen. Kyrkan är belägen vid Place du Panthéon i Paris femte arrondissement.